# Hatné
Hatné es un municipio del distrito de Považská Bystrica en la región de Trenčín, Eslovaquia, con una población estimada a final del año 2024 de 632 habitantes.
Se encuentra ubicado al norte de la región, cerca del río Váh (cuenca hidrográfica del Danubio) y de la frontera con República Checa y con la región de Žilina.

## Demografía
| Año        | 1994 | 2004    | 2014    | 2024    |
| ---------- | ---- | ------- | ------- | ------- |
| Población  | 580  | 564     | 599     | 632     |
| Diferencia |      | −2,75 % | +6,20 % | +5,50 % |

| Año        | 2023 | 2024    |
| ---------- | ---- | ------- |
| Población  | 642  | 632     |
| Diferencia |      | −1,55 % |